# Drevesni kenguru
Drevesni kenguru (znanstveno ime: Dendrolagus) spada med vrečarje plezalce. Je eden izmed najbolj nenavadnih predstavnikov družine kengurujev. Njegova domovina je Nova Gvineja. Najbolj značilno znamenje tega kenguruja so velike in močne sprednje noge. Drevesni kenguru meri 1,25 m, od česar odštejemo vsaj polovico za rep. Zlahka pleza po drevju, hrani pa se z listjem in z drevesnimi poganjki.

## Vrste
- Dendrolagus inustus, severna in zahodna Nova Gvineja, plus v notranjosti Japen in Waigeo otokov
- Dendrolagus lumholtzi, Queensland
- Dendrolagus bennettianus, Queensland
- Dendrolagus ursinus, zahodna Nova Gvineja
- Dendrolagus matschiei, eastern Nova Gvineja
- Dendrolagus dorianus, zahodna, osrednja in jugovzhodna Nova Gvineja
- Dendrolagus goodfellowi, osrednja Nova Gvineja
  - Dendrolagus goodfellowi buergersi
- Dendrolagus pulcherrimus, gorovje Foja, zahodna Nova Gvineja
- Dendrolagus spadix, nižavja Nove Gvineje
- Dendrolagus stellarum
- Dendrolagus mbaiso, zahodna Nova Gvineja
- Dendrolagus scottae, severna Nova Gvineja